# Erik Rutan

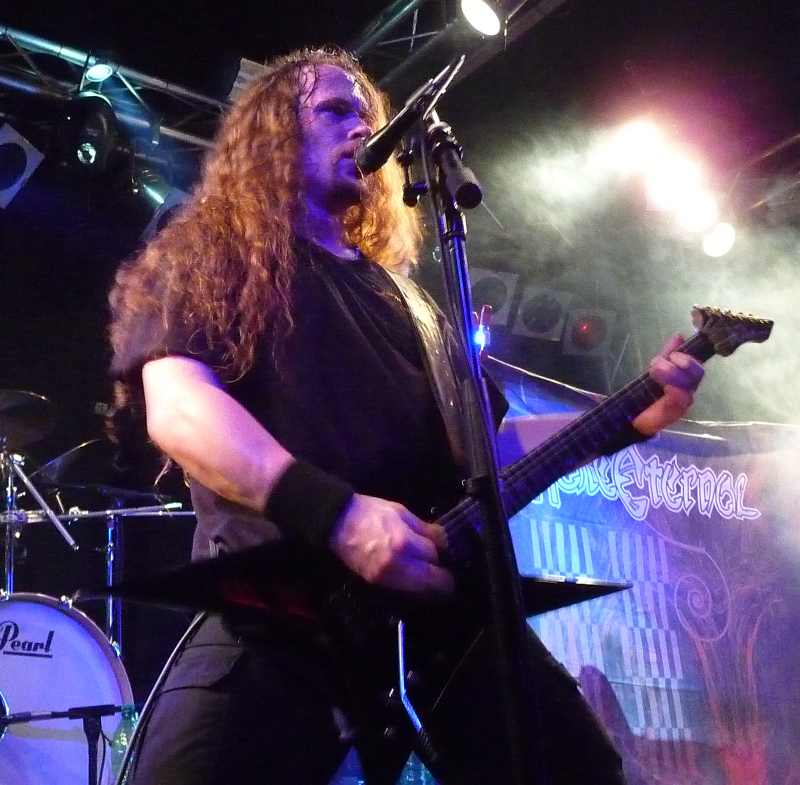
Erik Rutan als Mitglied von Hate Eternal live (2009)

Erik Rutan (* 10. Juni 1971) ist ein US-amerikanischer Musiker und Musikproduzent, der hauptsächlich durch sein Engagement bei der  Death-Metal-Band Hate Eternal bekannt wurde.

## Karriere
Mit Ripping Corpse nahm er im Jahr 1991 das Album Dreaming with the Dead auf. In der Folge spielte er für einen kurzen Zeitraum bei Morbid Angel, ehe er Mitte der 1990er-Jahre die Bands Alas und Hate Eternal gründete. Für die Aufnahmen des Albums Gateways to Annihilation kehrte er um das Jahr 2000 zu Morbid Angel zurück und stand der Band in der Folge auch vereinzelt als Livemusiker zur Verfügung.
Als Gastmusiker ist Rutan auf Veröffentlichungen von unter anderem Annotations of an Autopsy, Cannibal Corpse, In Battle, Lizzy Borden, Misery Index, Nile und Ritual Carnage zu hören. Im Bereich der Musikproduktion arbeitete er an Aufnahmen von Aeon, Avulsed, Cannabis Corpse, Cannibal Corpse, Cellador, Demiricous, Ephel Duath, Goatwhore, In Battle, Malevolent Creation, Morbid Angel, Nile, Six Feet Under, Soilent Green, Torture Killer und Vital Remains.
Im Februar 2021 wurde bekanntgegeben, dass Erik Rutan als neuer Gitarrist bei Cannibal Corpse in Erscheinung tritt.

## Diskografie (Auswahl)

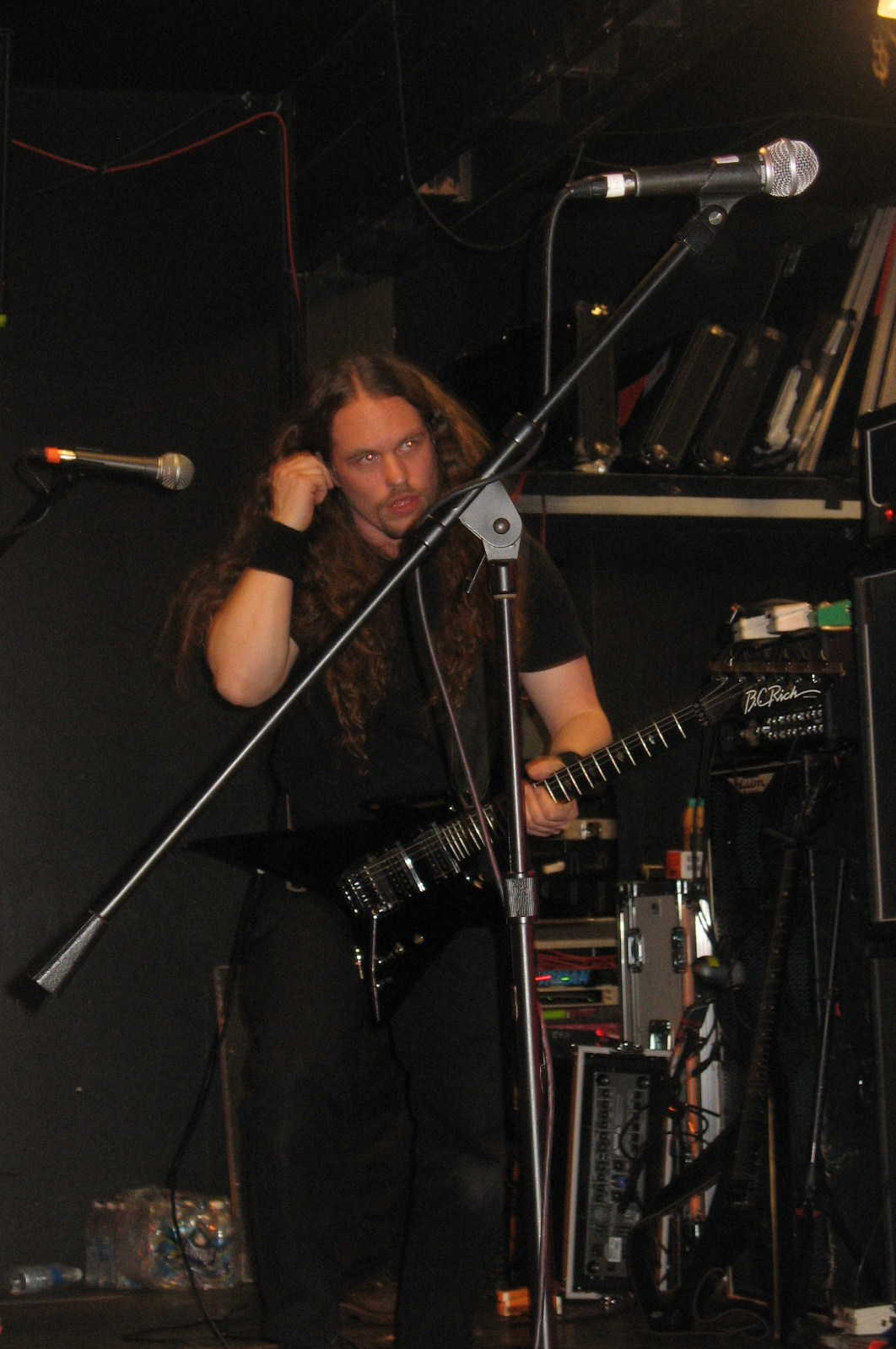
Erik Rutan (2008)

### Als Musiker
Mit Ripping Corpse
- 1991: Dreaming with the Dead

Mit Morbid Angel
- 1995: Domination
- 1996: Entangled in Chaos (Livealbum)
- 2000: Gateways to Annihilation

Mit Alas
- 2001: Absolute Purity

Mit Hate Eternal
- 1999: Conquering the Throne
- 2002: King of All Kings
- 2005: I, Monarch
- 2006: The Perilous Fight (DVD)
- 2008: Fury & Flames
- 2011: Phoenix Amongst the Ashes
- 2015: Infernus
- 2018: Upon Desolate Sands

Mit Cannibal Corpse
- 2021: Violence Unimagined

### Sonstiges
- In Battle · Welcome to the Battlefield (2004): Aufnahme, Abmischung, Mastering
- Cannibal Corpse · Kill (2006): Produktion, Toningenieur, Abmischung
- Goatwhore · A Haunting Curse (2006): Produktion, Toningenieur, Abmischung
- Six Feet Under · Commandment (2007): Toningenieur, Abmischung
- Vital Remains · Icons of Evil (2007): Produktion
- Cannibal Corpse · Evisceration Plague (2009): Produktion, Toningenieur, Abmischung
- Goatwhore · Carving Out the Eyes of God (2009): Produktion, Toningenieur, Abmischung
- Malevolent Creation · Invidious Dominion (2010): Koproduzent, Recording, Toningenieur, Abmischung
- Cannibal Corpse · Torture (2012): Produktion, Toningenieur, Abmischung